# NGC 4056
NGC 4056 је галаксија у сазвежђу Береникина коса која се налази на NGC листи објеката дубоког неба.
Деклинација објекта је + 20° 18' 47" а ректасцензија 12h 3m 57,8s. Привидна величина (магнитуда) објекта NGC 4056 износи 15,5 а фотографска магнитуда 16,5.